# 赤链华游蛇
赤链华游蛇，又名赤鏈華游蛇，为游蛇科華游蛇属的爬行动物，俗名水游蛇、半纹蛇、水赤链游蛇、水赤链、水蛇、紅豬母。分布于台灣本島以及中華人民共和國南部，常见于沿海低地及内地的平原、丘陵及山区以及常见于稻田、池塘、溪流等水域及其附近。其生存的海拔范围为100至1000米。该物种的模式产地在中國浙江宁波。

## 特徵
無毒的中型蛇類，身長約1米，背部顏色與白腹游蛇相似，但佈滿黑色的不規則花紋，腹部及身體兩側則有紅黑相間的花紋。

## 習性
生環環境多為汙染較少的水田、池塘、筊白筍田、溪流、山澗等。潛水能力強，可待至水中3—4個小時都不用換氣，以魚類、蛙類為食。從前數量甚多，但近年來因農藥使用過度，再加上水田、溪流逐漸減少，已經不多見了。

## 分佈
赤腹游蛇主要分布於中國南部及台灣本島。臺灣島南部族群已絕跡，北部族群也受到嚴重威脅，目前僅存於桃園、三芝、陽明山等零星棲地。

## 保护
本种于2023年被收录入《有重要生态、科学、社会价值的陆生野生动物名录》。